# Bunaea
Bunaea is een geslacht van vlinders van de familie nachtpauwogen (Saturniidae). De wetenschappelijke naam van het geslacht is voor het eerst geldig gepubliceerd in 1819 door Jacob Hübner.
De typesoort van het geslacht is Phalaena caffraria Stoll, 1790

## Soorten
- Bunaea alcinoe (Stoll, 1780)
  - Attacus alcinoe Stoll, 1780
  - Phalaena caffraria Stoll, 1790
  - Bunaea caffra Hübner, 1819
- Bunaea alberici Dufrane, 1953
- Bunaea aslauga Kirby, 1877
- Bunaea eblis Strecker, 1878
- Bunaea heroum Oberthür, 1910
- Bunaea oremansi Bouyer, 2008
- Bunaea tricolor Rothschild, 1895
- Bunaea vulpes Oberthür, 1916